# Métal infiniment conducteur
Le métal infiniment conducteur est un modèle en électromagnétisme de métaux réels dans le domaine des micro-ondes.
Dans ce domaine de longueur d'onde, la plupart des métaux sont très bons conducteurs de courants, c'est-à-dire que la conductivité électrique est très élevée (la résistance du matériau à la propagation est faible). Un bon modèle d'approximation est donc de faire tendre cette conductivité vers l'infini, on obtient donc le modèle du métal infiniment conducteur, proche des métaux réels en micro-ondes, et ayant les propriétés remarquables suivantes :
- La conductivité à l'intérieur du métal est infinie (sa résistance est nulle).
- Le champ électromagnétique à l'intérieur est nul.
- Pas de dissipation par effet Joule.
- Soumis à une onde incidente externe : l'épaisseur de peau étant nulle, l'onde n'entre pas dans le métal.
- Il est donc totalement réfléchissant, l'absorption et la transmission à l'intérieur du métal étant nulles.
- Il est le siège d'un courant superficiel localisé sur sa surface.

Exemple : pour un plan de masse métallique infiniment conducteur, l'onde est totalement réfléchie, mais contrairement aux
diélectriques, il y a un déphasage de l'onde réfléchie par rapport à l'onde incidente.